# 국.화.수
《국.화.수》는 2016년 네이버TV에서 방송된 웹예능이다.